# Mitla
Mitla (del nàhuatl: Mictlan que significa Lloc dels morts) és un jaciment arqueològic situat a l'estat mexicà d'Oaxaca. Aquest es troba a 40 km de la ciutat d'Oaxaca, i a més de 600 km de la Ciutat de Mèxic. Han treballat a la zona diversos arqueòlegs com ara Leopoldo Batres (1852-1926), que va descobrir ciments zapotecs sota les decoracions mixteques existents.
Hi ha cinc grups d'edificis amb patis envoltats d'estances, anomenats: de las Columnas, del Arroyo, del Curato, del Sur i de los Adobes. Aquest conjunt monumental pertany a una antiga ciutat. Les cultures predominants foren la zapoteca i la mixteca. destaca la decoració dels murs esculpida en relleu o en mosaics.
Mitla significa lloc de descans o mort perquè va ser el cementeri dels reis zapoteques. És denominada ciutat dels morts. Davall els palaus dels reis es troben les cambres sepulcrals. Sorprèn la utilització de peces monolítiques, ja que a l'arquitectura mexicana antiga quasi no s'utilitzava. Les dues característiques més importants són les columnes elegants i els meravellosos mosaics que decoren les parets.
Aquest assentament pertany a la fase tardana del període postclàssic. Cada grup està format per llargs edificis disposats al voltant d'un pati interior, recordant l'arquitectura puuc del clàssic tardà de Yucatán.

## Turisme

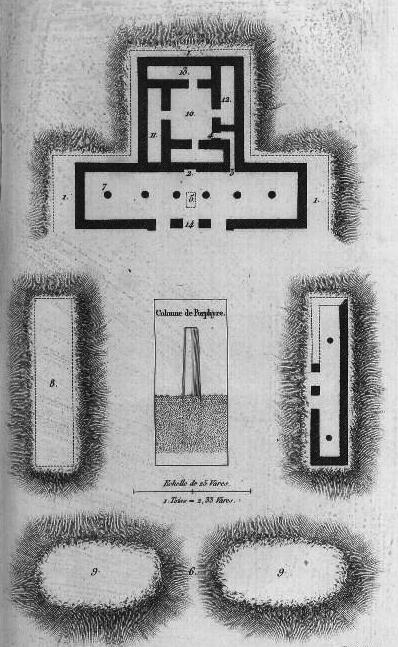
Plànol de Mitla fet per Alexander von Humboldt

Mitla és la segona zona arqueològica més visitada de l'estat d'Oaxaca. L'indret és molt important per a la ciutat de San Pablo Villa de Mitla, com a al·licient turístic que alimenta gran part de l'economia local. Amb tot molts habitants pensen que el lloc no té encara una promoció suficient per part del govern mexicà. Les dades provinents dels administradors de la zona indiquen que el nombre de turistes està creixent; la majoria són mexicans dels estats de Veracruz i de Puebla que hi venen pel cap de setmana i entre els turistes estrangers dominen els europeus. La mitjana de visitants ha estat estimada a 500 persones per dia.